# Friedrich von Gerok
Karl Christoph Friedrich von Gerok (26. svibnja 1854. – 18. rujna 1937.) je bio njemački general i vojni zapovjednik. Tijekom Prvog svjetskog rata zapovijedao je XXIV. pričuvnim korpusom na Zapadnom i Istočnom bojištu.

## Vojna karijera
Friedrich von Gerok rođen je 26. svibnja 1854. u Stuttgartu. U vojnu službu stupa 1872. godine nakon čega služi u raznim vojnim jedinicama. U travnju 1903. postaje članom Vojnog suda, da bi u srpnju 1904. promaknut u čin pukovnika. U ožujku 1911. dobiva zapovjedništvo nad 26. pješačkom divizijom smještenom u Stuttgartu, da bi u rujnu 1912. postao zapovjednikom tvrđave Ulm.    

## Prvi svjetski rat
Na početku Prvog svjetskog rata Gerok je imenovan zapovjednikom 54. pješačke divizije. Međutim, ubrzo postaje zapovjednikom XXIV. pričuvnog korpusa kojim zapovijeda većim dijelom rata. Zapovijedajući navedenim korpusom Gerok na Zapadnom bojištu sudjeluje u borbama oko Lillea, te u Prvoj bitci kod Ypresa.
Nakon toga u studenom 1914. Gerok je sa XXIV. pričuvnim korpusom premješten na Istočno bojište u sastav novoformirane 9. armije, te Gerok u okviru navedene armije sudjeluje u Bitci kod Lodza. Početkom 1915. XXIV. pričuvni korpus ulazi u sastav novoformirane Južne armije koja je držala bojište u Karpatima i Galiciji. U sastavu navedene armije Gerok sudjeluje u ofenzivi Gorlice-Tarnow, te u kolovozu zauzima Brest-Litovsk. Za sudjelovanje i zapovijedanje u navedenoj ofenzivi Gerok je 7. srpnja 1915. odlikovan ordenom Pour le Mérite. 
U travnju 1916. Gerok je sa svojim korpusom ponovno premješten na Zapadno bojište gdje sudjeluje u Verdunskoj bitci. Međutim, u kolovozu 1916. Gerok je ponovno vraćen na Istočno bojište i to ponovno u sastav Južne armije koja je držala bojište u Karpatima. U studenom 1917. Gerok i njegov XXIV. pričuvni korpus su posljednji puta premješteni i to na Zapadno bojište gdje Gerok sudjeluje u borbama u Champagni. 
U veljači 1918. Gerok prestaje biti zapovjednikom XXIV. pričuvnog korpusa jer je ponovno imenovan za zapovjednika tvrđave Ulm. Tvrđavom Ulm zapovijeda sve do lipnja 1918. kada je stavljen na raspolaganje Glavnom stožeru.

## Poslije rata
Nakon završetka rata Gerok je umirovljen. Preminuo je 18. rujna 1937. godine u 83. godini života u Stuttgartu. 

## Vanjske poveznice
(eng.) Friedrich von Gerok na stranici Prussianmachine.com

(eng.) Friedrich von Gerok na stranici Field commanders of Austria-Hungary

(njem.) Friedrich von Gerok na stranici Deutschland14-18.de